# Alvarado (apellido)
Alvarado es un apellido español.

## Origen y significado
A continuación, se presentan algunos posibles orígenes.
Unos caballeros godos que acudieron en ayuda de don Pelayo en sus primeras luchas contra los moros se asentaron en el lugar de Secadura, junto a Laredo (Cantabria).
Según varios tratadistas, el apellido Alvarado es de origen cántabro.
Los hermanos García Carraffa y otros lo definen como "noble linaje, que tuvo su primitivo asiento en el lugar de Secadura, de la antigua merindad de Trasmiera, montañas de Santander, y hoy perteneciente al Ayuntamiento de Voto (Junta de Voto), partido judicial de Laredo".
Léese en algunas crónicas que trae su origen de unos caballeros godos de estirpe real, que radicaron en la merindad de Trasmiera y fundaron casas en Secadura y otros lugares. Añaden que esos caballeros ayudaron a Don Pelayo en sus primeras luchas contra los moros, los cuales derribaron, en el año 720, las casas que poseían aquellos en la merindad de Trasmiera, pues en libro "Becerro", que se guarda en el Archivo de Simancas, se dice que en el año del Señor de 744 fueron reedificadas las casas de los Alvarado, destruidas por los moros veinticuatro años antes.
Otras Crónicas dicen que el linaje Alvarado procede de un caballero francés que vino a España para visitar el sepulcro del Apóstol Santiago, y que quedó establecido en la merindad del Trasmiera, para servir a Dios peleando contra los moros.
No se puede aceptar, ni mucho menos, la exactitud de ninguna de estas dos versiones, porque las Crónicas que las recogen no ofrecen base para su comprobación.
De todo cuanto dicen, sólo es utilizable el dato de que el linaje tuvo su primitivo asiento en la merindad de Trasmiera y lugar de Secadura, porque esta noticia nos la confirman varios autores, y muy especialmente Lope García de Salazar, cuyo testimonio es autorizadísimo por la antigüedad de los años en que vivió y escribió.
Este tratadista explica el origen y procedencia del linaje Alvarado en la forma que a continuación reproducimos:

El linaje de Varado (o Alvarado) fue su fundamento de Secadura, donde había un ome mucho bueno, que llamaban Pedro Secadura, e ganó muchos dineros, e ganó facienda, e dejó un fijo que llamaron como al padre, e mucha facienda que dejó, e casó con fija de Martín Velas de Rada, que era ome mucho honrado, y obo della fijos, donde vino Fernando Sánchez del Varado é Juan Sánchez del Varado, e tomaron este nombre porque aquel Pedro de Secadura tenía su casa allende del Río, e fiso un puente de unos maderos grandes para pasar por ella, e púsole dos varas de parte a parte, porque se arrimasen los que pasasen por aquella puente, e por aquellas varas llamaron el Varado, ca primero Secadura se llamaba.

## Extensión y difusión
Se extendió después a Aragón, Castilla, Extremadura, Andalucía, islas Canarias y América.
En Badajoz, tiene un solar importante.

### América
Personajes con este apellido pasaron a conquistar tierras americanas desde muy temprano, siendo uno de sus primeros destinos el territorio de Nueva España (actual México) y Centroamérica. Inmediatamente, pasaron a América del Sur.

#### Argentina
El brigadier general Rudecindo participó en las Guerras de la Independencia de la Argentina, Chile y Perú como uno de los principales oficiales del General José de San Martín.
Manuel R. Alvarado fue ministro de Obras Públicas a lo largo de más de ocho años durante las presidencias de Justo y Ortiz (1932-1940).

#### Perú
El apellido lo llevaron conquistadores como Alonso de y Gómez de Alvarado y Contreras quienes se encargaron de fundar diversas ciudades del virreinato.
Se sabe que a mediados del siglo XIX inmigrantes procedentes de Galicia y Cantabria de ese apellido llegaron al país.

#### Nicaragua
El más famoso portador de este apellido que llegó a Nicaragua fue el adelantado Pedro de Alvarado.
Otro miembro de este linaje en llegar a esas tierras fue Francisco Sánchez de y Hernández, conocido como el Viejo, nacido por 1550 en la población de Vélez, provincia de Málaga, en Andalucía. Casó en Nicaragua con Catalina Oviedo, nacida en España por 1561, con la que tuvo cinco hijos conocidos. Esta pareja y sus vástagos se trasladaron a vivir en el corregimiento de Chimbo, en la Real Audiencia de Quito, actual Ecuador.

#### Ecuador
A los territorios que corresponden en la actualidad a la República del Ecuador llegaron muchos inmigrantes de este apellido, de los cuales no se sabe si tuvieron algún nexo de parentesco. Entre ellos, llegó también el citado adelantado Pedro de y varios otros. Se ubicaron en las poblaciones de Quito, Guayaquil, Portoviejo, Chimbo y Cuenca, entre otras.

#### Chile
Los Alvarado llegaron de la mano de Diego de Almagro. Un descendiente de los Alvarado, fue el dos veces Presidente de Chile, Carlos Ibáñez del Campo.

## Heráldica
Existen variantes en la heráldica de este apellido, ya que varios linajes han obtenido un escudo de armas, pero es usual que presenten en campo de oro una flor de lis o varias flores de lis sobre ondas de plata y azur.

## Títulos
A lo largo de la historia, los miembros de esta familia han ostentado diversos títulos entre los que cabe destacar los de Condes de Villamor, Marqueses de la Breña, Marqueses de Tabalosos, Condes de Torreflorida y Marqueses de Trives.